# Thalictrum brevisericeum
Thalictrum brevisericeum är en ranunkelväxtart som beskrevs av Wen Tsai Wang och S.H. Wang. Thalictrum brevisericeum ingår i släktet rutor, och familjen ranunkelväxter. Inga underarter finns listade i Catalogue of Life.